# Bmi
Pour les articles homonymes, voir BMI et BMA.
Bmi (British Midland International) est le nom commercial de l'ancienne compagnie aérienne britannique British Midland Airways (BMA). Cinquième compagnie aérienne commerciale du Royaume-Uni, son principal centre opérationnel était à l'aéroport de Londres-Heathrow.
Après son rachat par Lufthansa en juin 2009, la compagnie est revendue en avril 2012 à la holding International Airlines Group (IAG) qui regroupe British Airways et Iberia. À partir de ce moment les lignes commerciales de bmi furent peu à peu remplacées par des lignes identiques opérées par British Airways. En octobre 2012, le nom bmi disparait et la compagnie est totalement intégrée à British Airways.
Bmi possédait deux filiales, bmibaby compagnie aérienne low cost disparue en septembre 2012, et bmi regional, disparue en février 2019.

## Histoire
La compagnie aérienne remonte à la formation de la Derby Aviation Limited le 16 février 1949. Derby Aviation était une filiale de la Air Schools Limited qui a été créée en 1938 pour entrainer les pilotes de la Royal Air Force. En 1949, la compagnie a été créée à la fois par Derby Aviation basée à Burnaston près de Derby et Wolverhampton Aviation basée à Pendeford (en), près de Wolverhampton. La compagnie offrait des vols charters et de fret avec De Havilland Dragon Rapides, aussi bien que de l'entretien.
En juin 2009, bmi a été rachetée par Lufthansa .

## Flotte

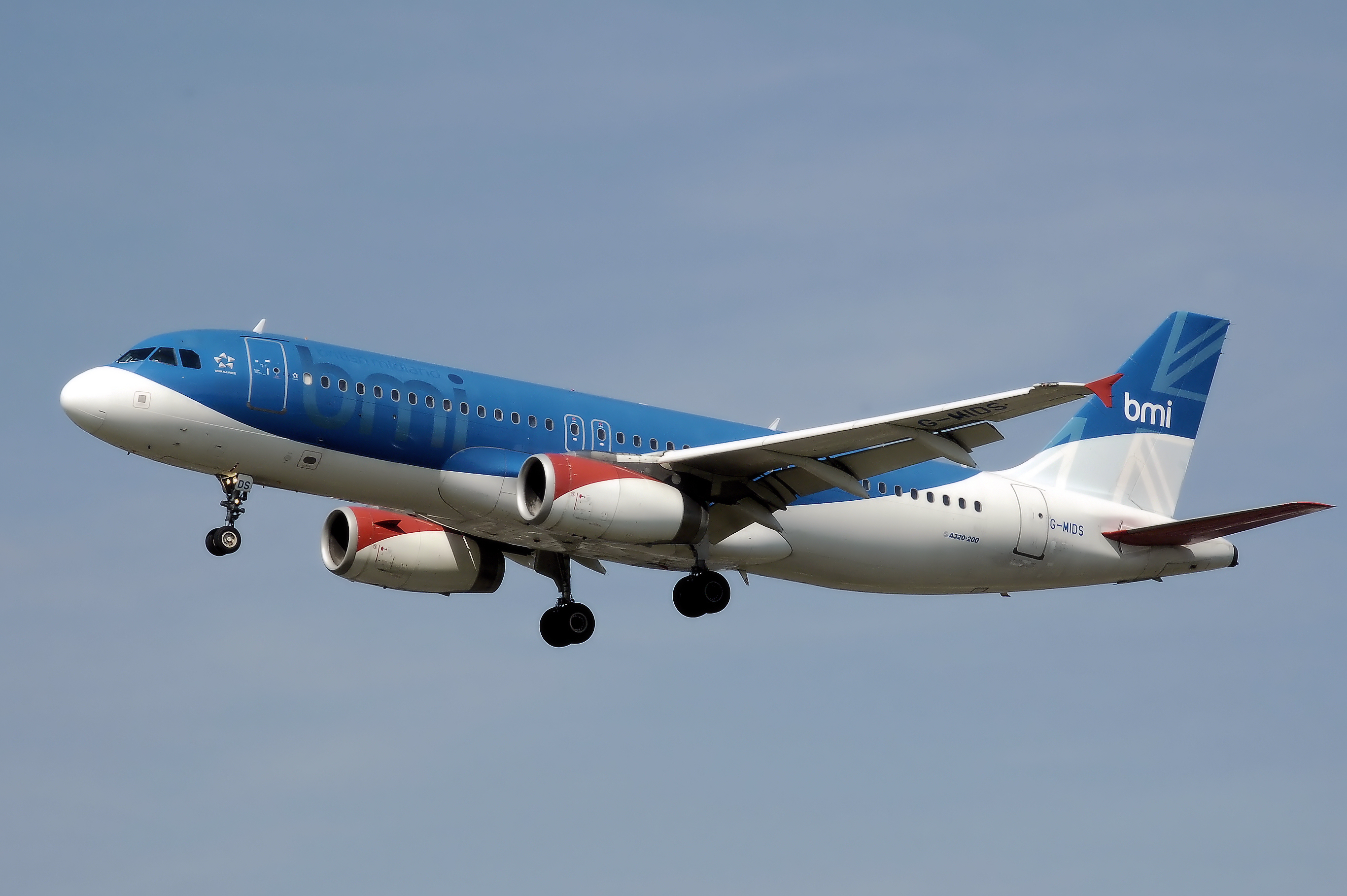
Airbus A320-200 de bmi

- Airbus A320-200 de bmi2 A330-200
- 8 A321-200
- 8 A320-200
- 11 A319-11
- 1 B757-200
- 14 ERJ 145
- 4 ERJ 135

## Accidents et incidents
- 7 octobre 1961 : l'accident d'un Douglas Dakota (DC-3) britannique effectuant la liaison Londres-Perpignan s'écrase dans le Massif du Canigou. Les 31 passagers et 3 membres d'équipage périssent dans l'accident[4].

- Un Canadair C-4 Argonaut, propriété de British Midland Airways, n° G-ALHG, qui assurait un vol charter s'écrasa près du centre de Stockport, dans la grande banlieue de Manchester, le 4 juin 1967. La catastrophe aérienne de Stockport provoqua la mort de 72 des 84 personnes à bord, 12 furent sérieusement blessées.

- Un Boeing 737-400 qui assurait le vol British Midland 092 s'est écrasé le 8 janvier 1989 sur un talus de l'autoroute M1 près de Kegworth dans le Leicestershire au centre de l'Angleterre. L'avion essayait de faire un atterrissage d'urgence à l'aéroport d'East Midlands tout proche à la suite d'un problème de moteur. La catastrophe aérienne de Kegworth fit 47 tués et 74 blessés graves.

## Galerie

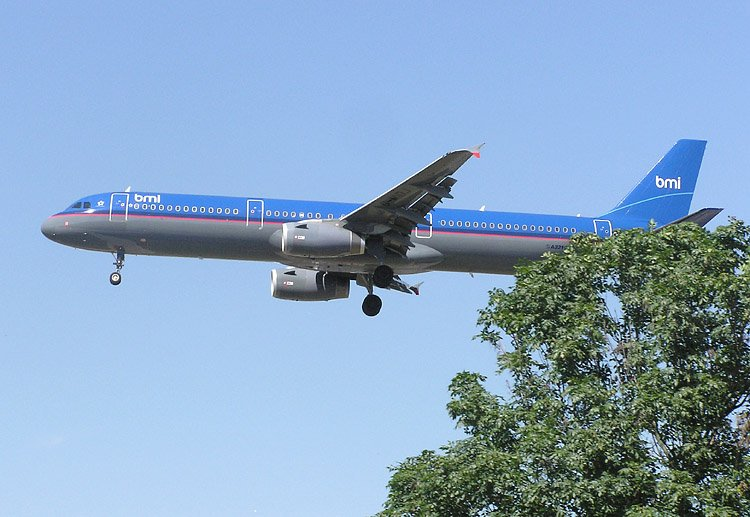
Airbus A321
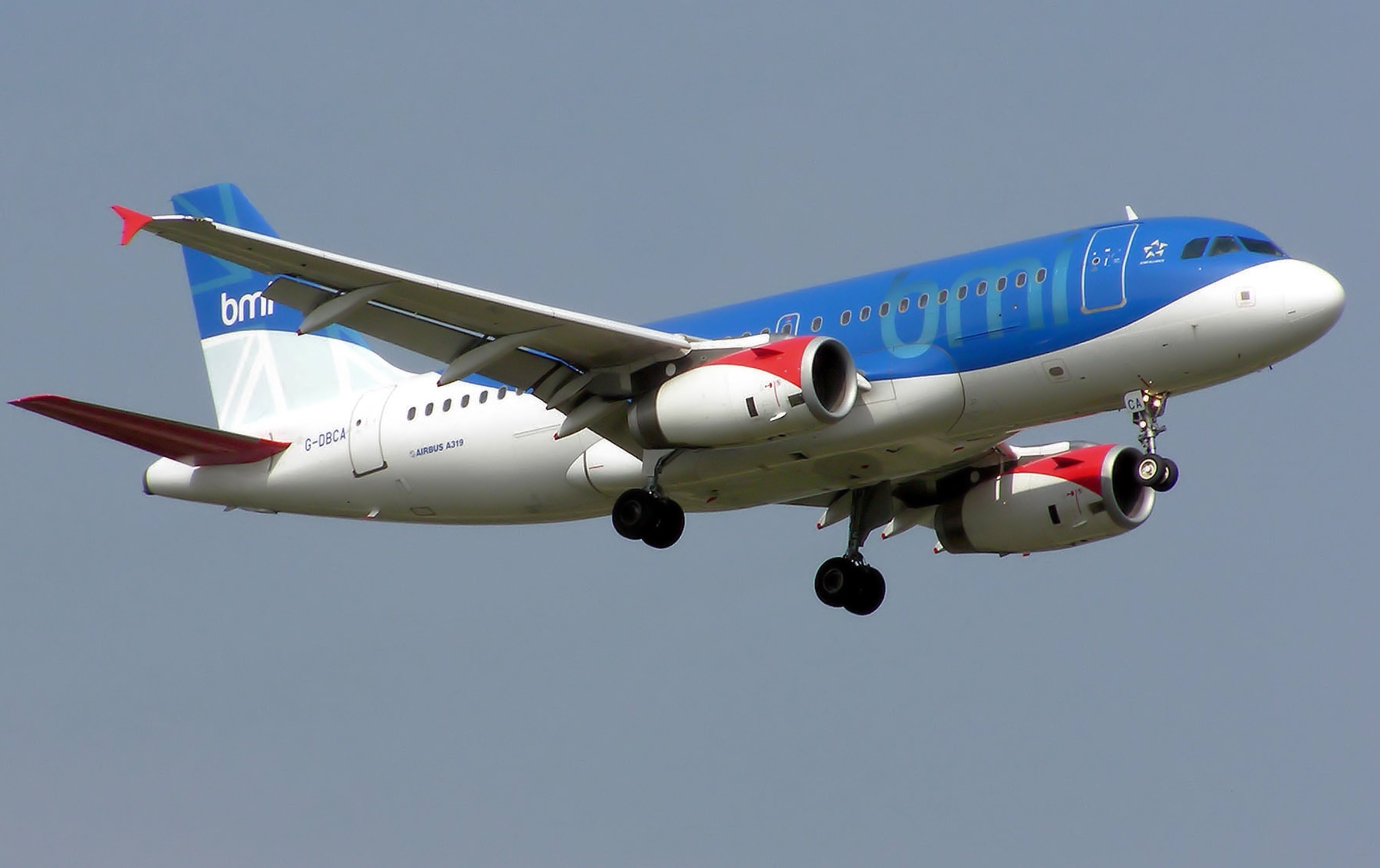
Airbus A319-100
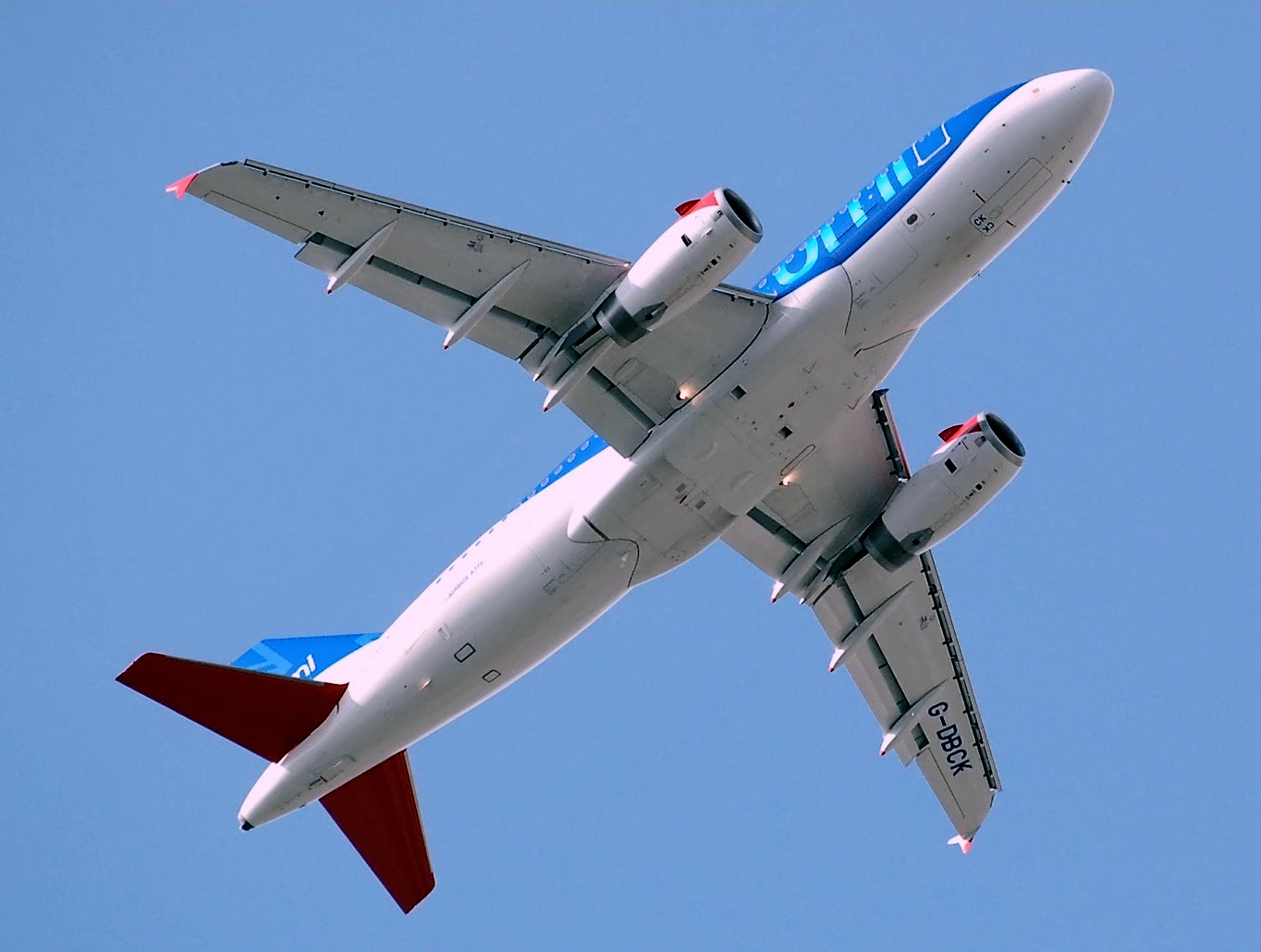
Airbus A319-100
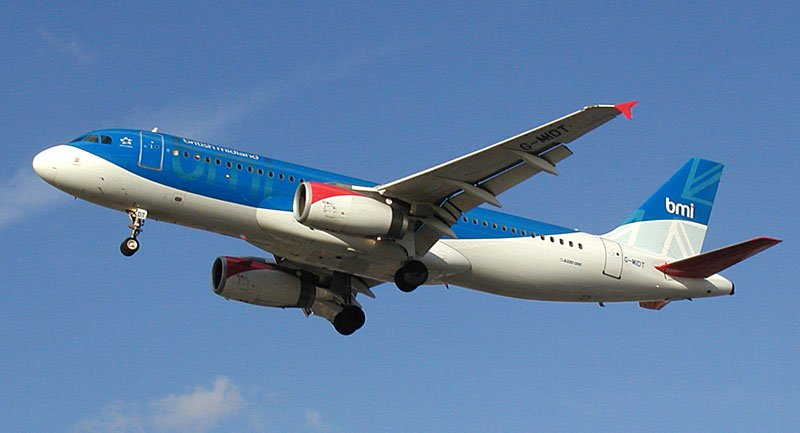
Airbus A320
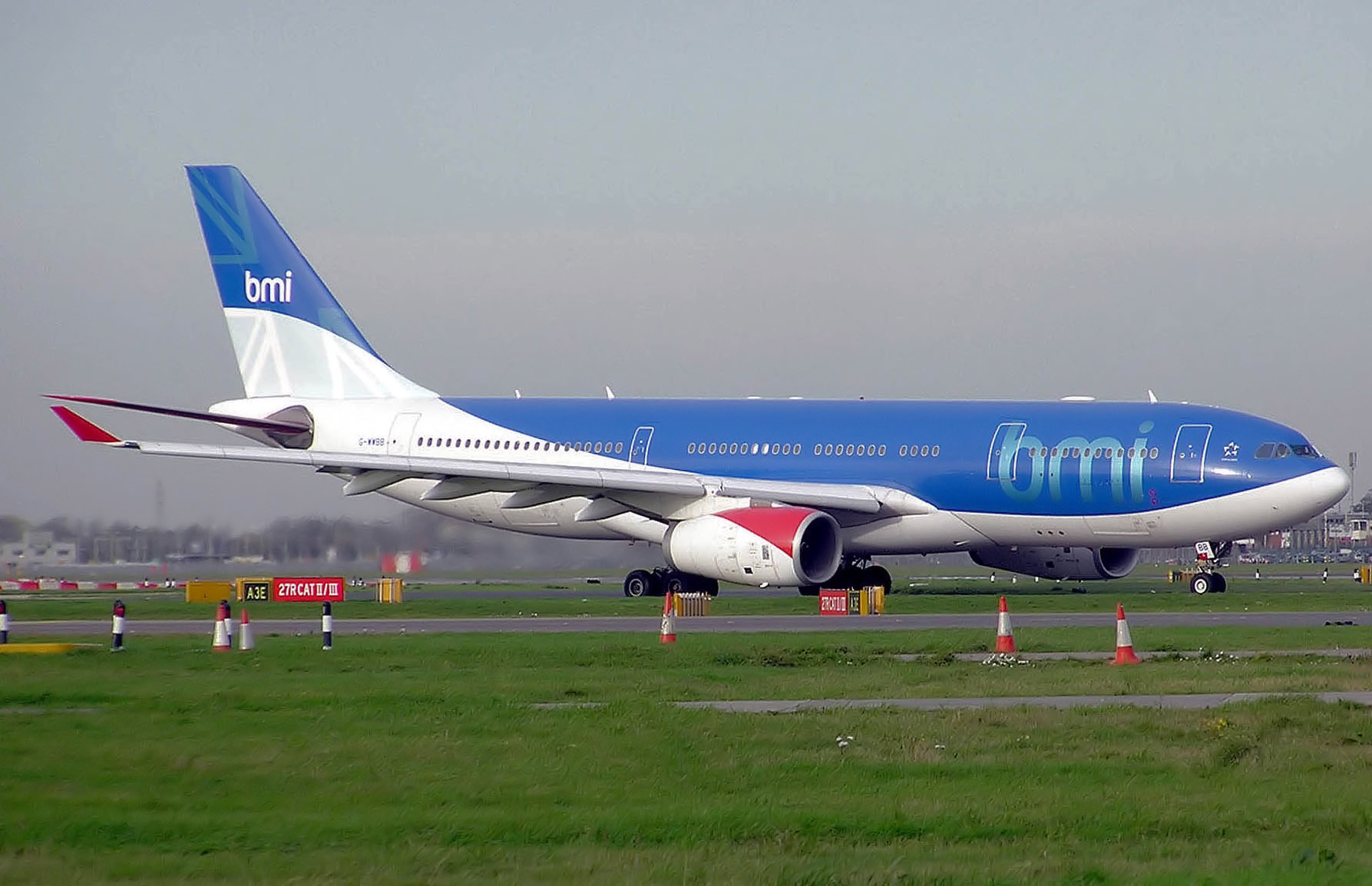
Airbus A330-200
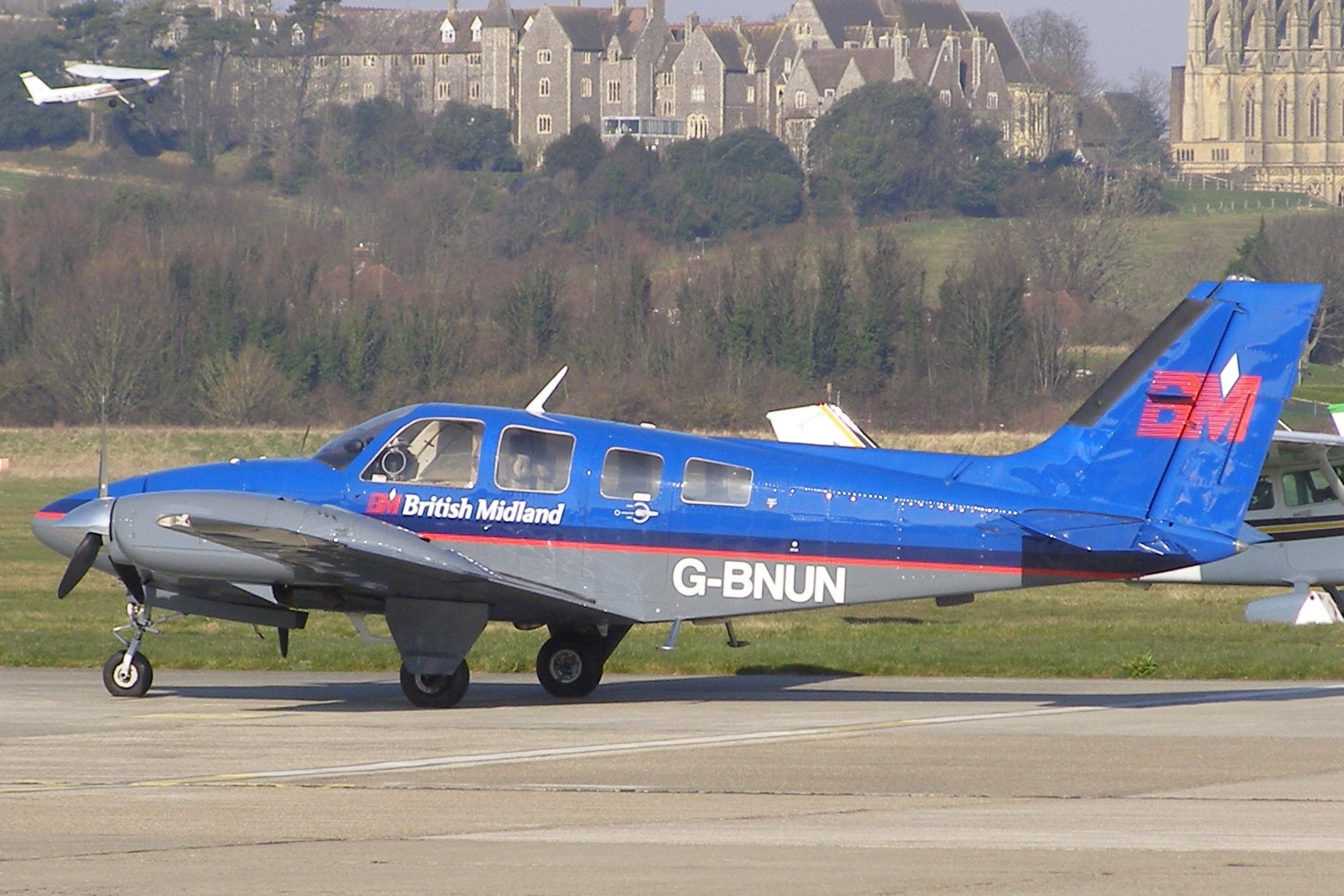
Beech Baron
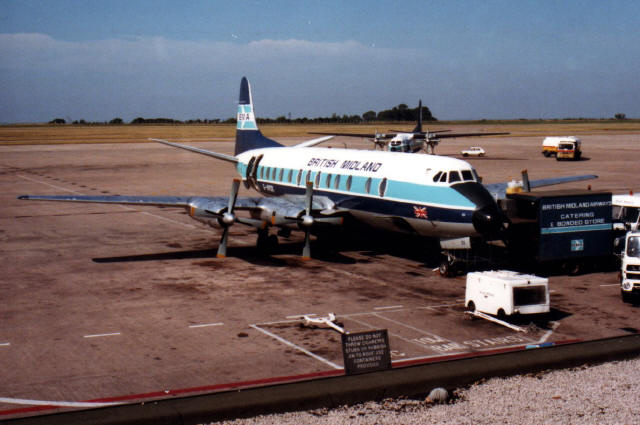
Un Vickers Viscount aux anciennes couleurs de la compagnie (1983).